# Восканян Грант Мушегович
Грант Мушегович Восканян (нар. 15 травня 1924, село Араджадзор (Арачадзор) Капанського району Вірменської РСР, тепер Вірменія — 19 жовтня 2005, місто Єреван, Вірменія) — радянський вірменський державний діяч, голова Президії Верховної Ради Вірменської РСР, секретар ЦК КП Вірменії. Член Центральної Ревізійної Комісії КПРС у 1986—1990 роках. Депутат Верховної Ради Вірменської РСР 8—11-го скликань. Депутат Верховної Ради СРСР 7-го і 11-го скликань, заступник голови Президії Верховної Ради СРСР у 1986—1989 роках. Народний депутат СРСР у 1989—1991 роках. Депутат Національних Зборів Вірменії (1999—2003).

## Життєпис
У 1941—1943 роках — вчитель, старший піонервожатий школи села Араджадзор Капанського району Вірменської РСР.
З липня 1943 по червень 1946 року — в Радянській армії, учасник німецько-радянської війни. Служив лейтенантом 39-го автомобільного полку.
Член ВКП(б) з 1946 року.
У 1946—1954 роках — на відповідальній комсомольській роботі: завідувач відділу, секретар районного комітету ЛКСМ Вірменії.
У 1948—1953 роках — студент Єреванського заочного державного педагогічного інституту, вчитель-географ.
У 1954—1959 роках — директор школи-інтернату, завідувач Кіроваканського міського відділу народної освіти Вірменської РСР.
У 1958—1962 роках навчався в аспірантурі Вірменського державного педагогічного інституту імені Абовяна.
У 1959—1961 роках — секретар, у 1961—1965 роках — 2-й секретар, у 1965—1967 роках — 1-й секретар Кіроваканського міського комітету КП Вірменії.
У 1966—1968 роках — слухач вищих дворічних економічних курсів при Держплані СРСР у Москві, економіст.
У 1967—1973 роках — на відповідальній роботі у відділі організаційно-партійної роботи ЦК КПРС у Москві.
23 квітня 1973 — 31 січня 1975 року — завідувач відділу організаційно-партійної роботи ЦК КП Вірменії.
31 січня 1975 — 9 грудня 1985 року — секретар ЦК КП Вірменії.
6 грудня 1985 — 20 липня 1990 року — голова Президії Верховної ради Вірменської РСР.
З липня 1990 року — персональний пенсіонер союзного значення в місті Єревані.
У 1999—2003 роках — депутат Національних Зборів Вірменії. Член постійної комісії з державно-правових питань. Керівник, а потім член Комуністичної партії Вірменії.
Помер 19 жовтня 2005 року в місті Єревані.

## Нагороди
- орден Святого Месропа Маштоца (Вірменія) (27.05.2004)
- чотири ордени Трудового Червоного Прапора
- медаль «За перемогу над Німеччиною у Великій Вітчизняній війні 1941—1945 рр.»
- медалі
- Почесні грамоти Президії Верховної Ради Вірменської РСР